# Baltiïskaïa Zvezda Saint-Pétersbourg
Le Baltiïskaïa Zvezda Saint-Pétersbourg est un club féminin russe de basket-ball évoluant dans la ville de Saint-Pétersbourg et participant à la Superligue de Russie.

## Palmarès
- Eurocoupe : 2004

## Entraîneurs successifs
- Depuis ? : Andrei Makeyev